# Рендсвюрен
Рендсвюрен (нім. Rendswühren) — громада в Німеччині, розташована в землі Шлезвіг-Гольштейн. Входить до складу району Плен. Складова частина об'єднання громад Бокгорст-Ванкендорф.
Площа — 19,75 км2. Населення становить 760 ос. (станом на 31 грудня 2020).